# Vajnory
Vajnory  (allemand : Weinern , hongrois : Szőllős) est un quartier de la ville de Bratislava.

## Histoire
Première mention écrite du quartier en 1237.

## Démographie

### Évolution de la population
| Année:               | 1994. | 2004.    | 2014.    | 2024.    |
| -------------------- | ----- | -------- | -------- | -------- |
| Nombre de personnes: | 3392  | 4197     | 5484     | 6041     |
| Différence:          |       | +23,73 % | +30,66 % | +10,15 % |

| Année:               | 2023. | 2024.   |
| -------------------- | ----- | ------- |
| Nombre de personnes: | 6038  | 6041    |
| Différence:          |       | +0,04 % |

## Politique
| Nom          | Parti politique | date de l'élection | Fin du mandat |
| ------------ | --------------- | ------------------ | ------------- |
| Michal Vlček | Indépendant     | 13.11.2018         | 2022          |

## Photographies

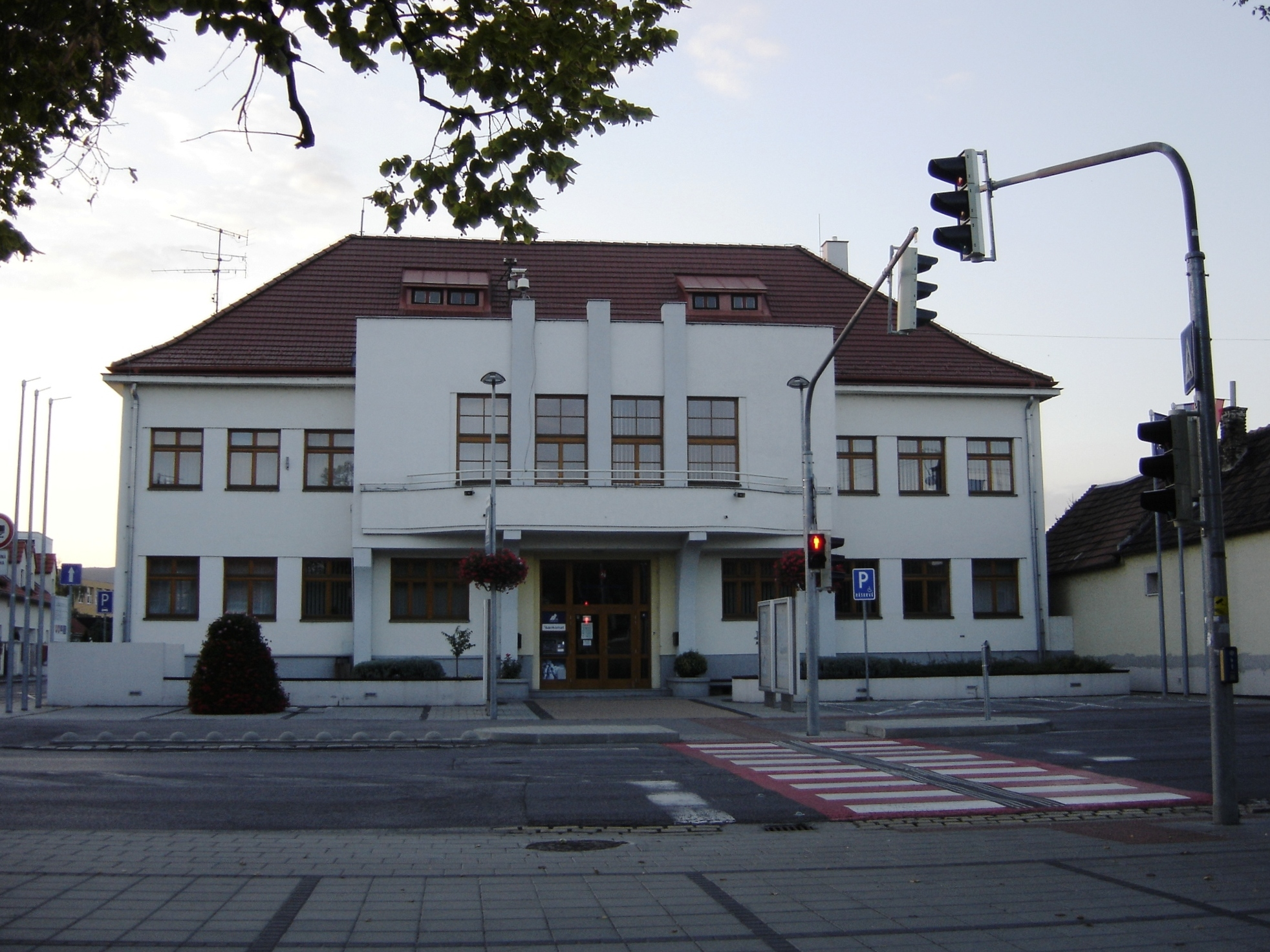
La mairie de Vajnory
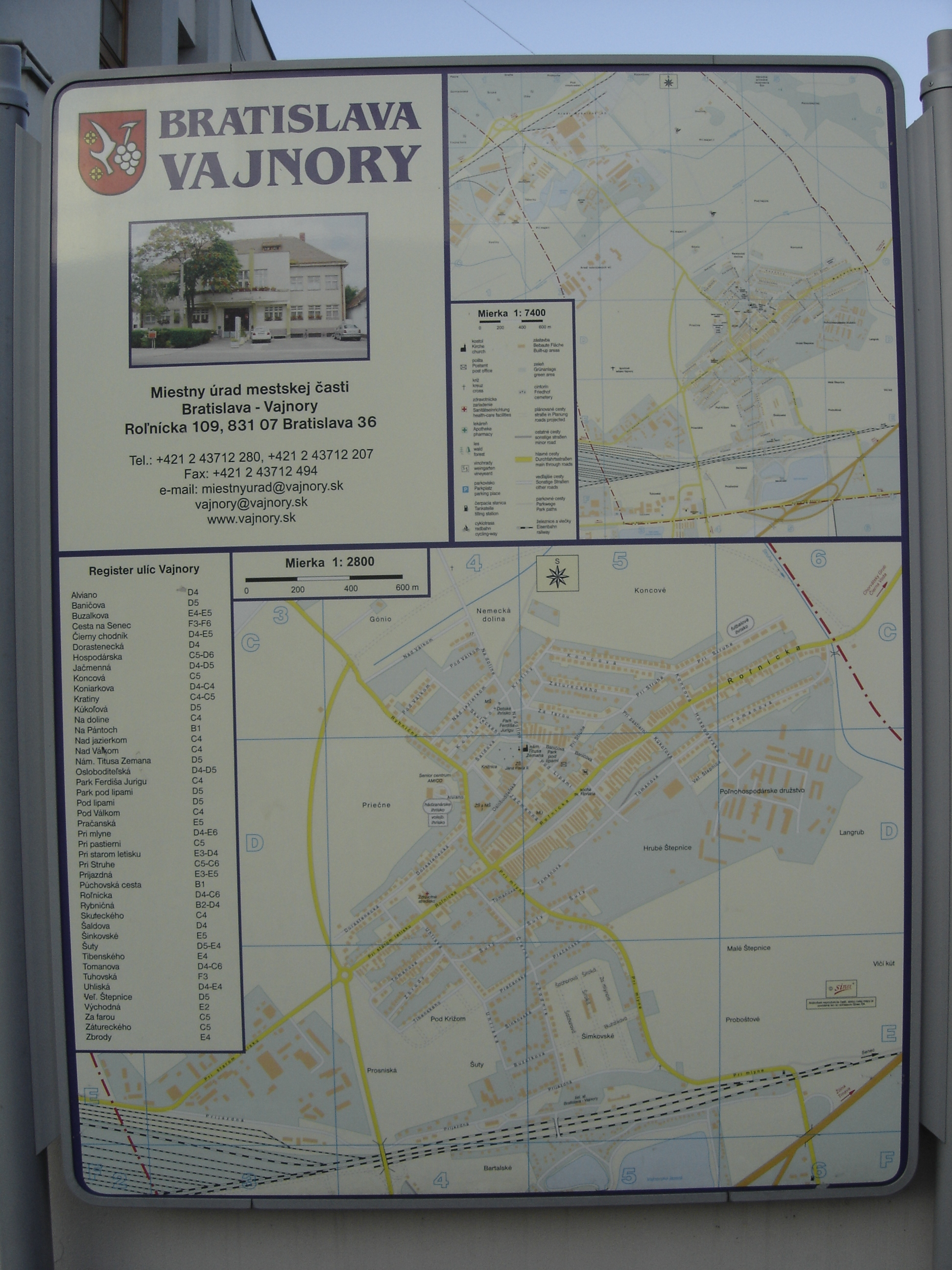
La carte de Vajnory
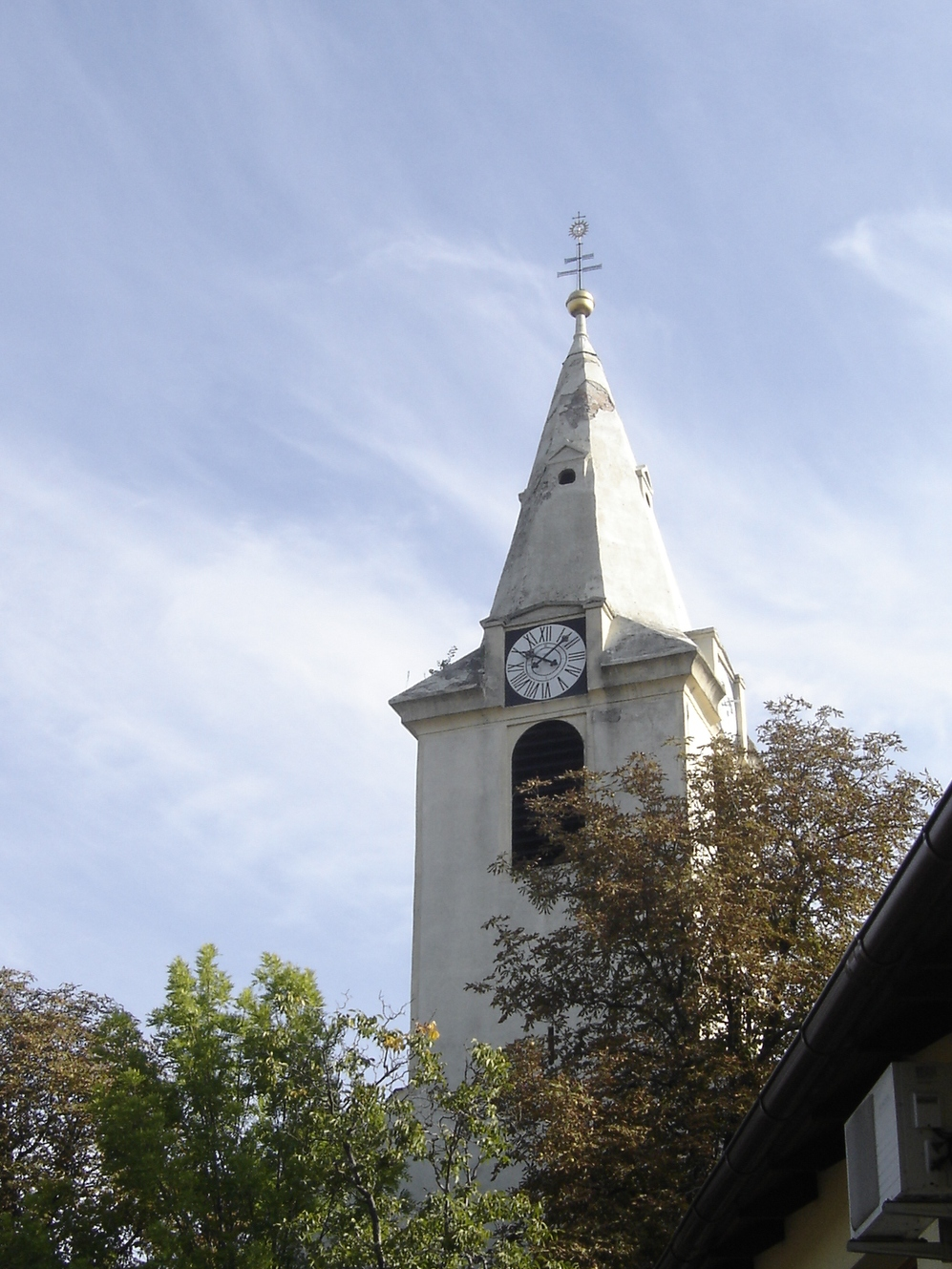
La tour de l'église
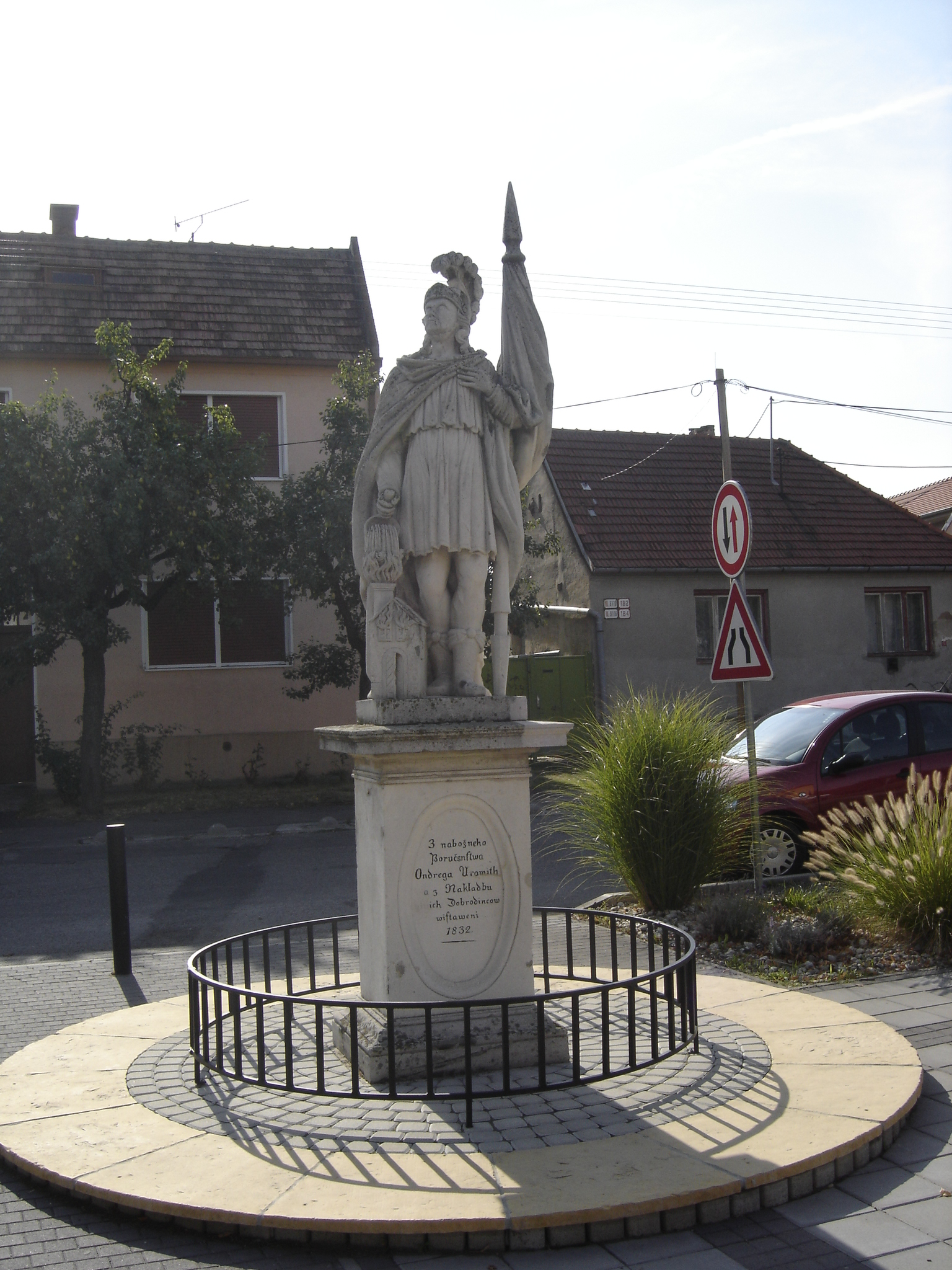
La statue de saint Florián
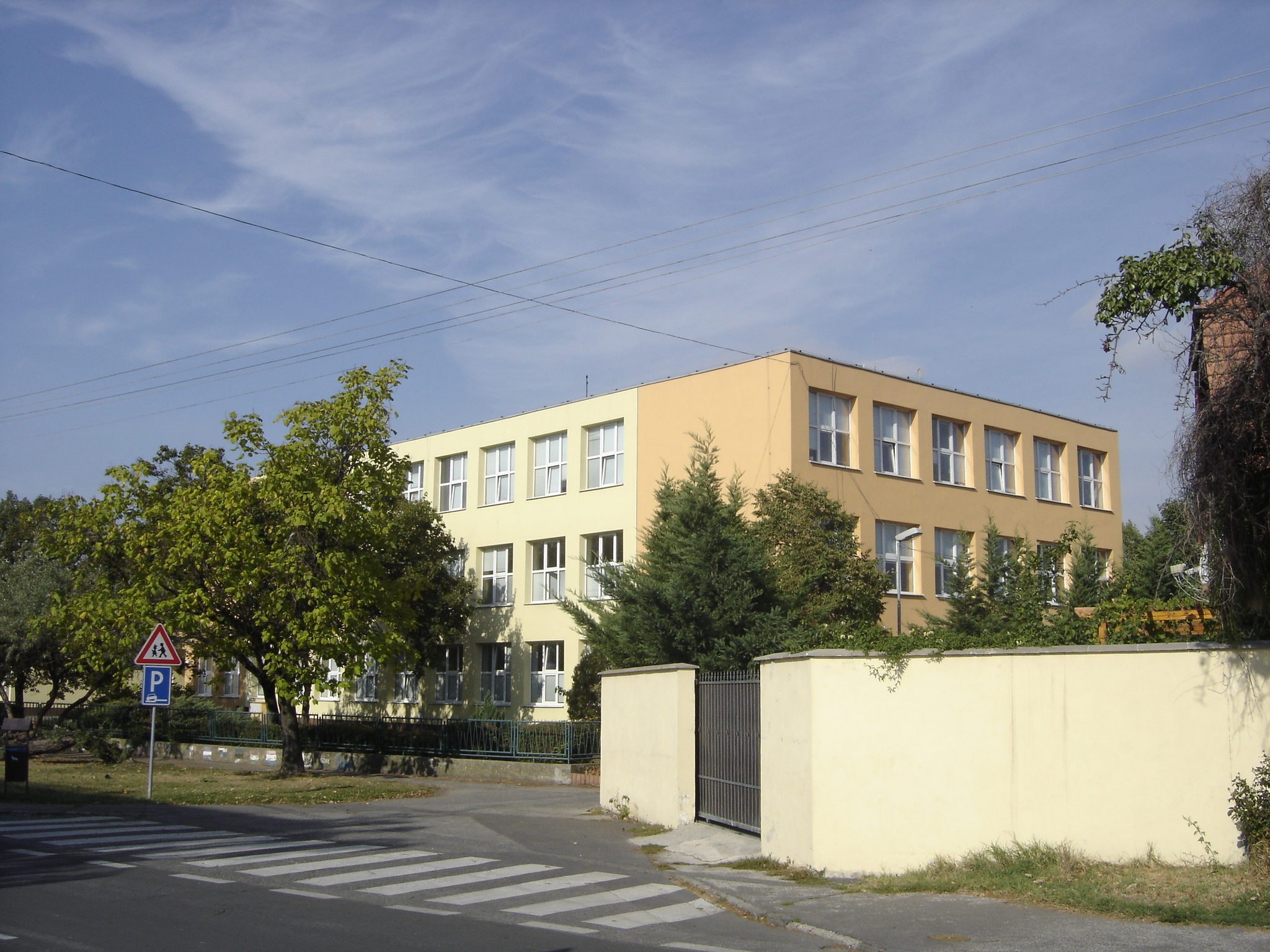
L'école primaire de Katarína Brúderová
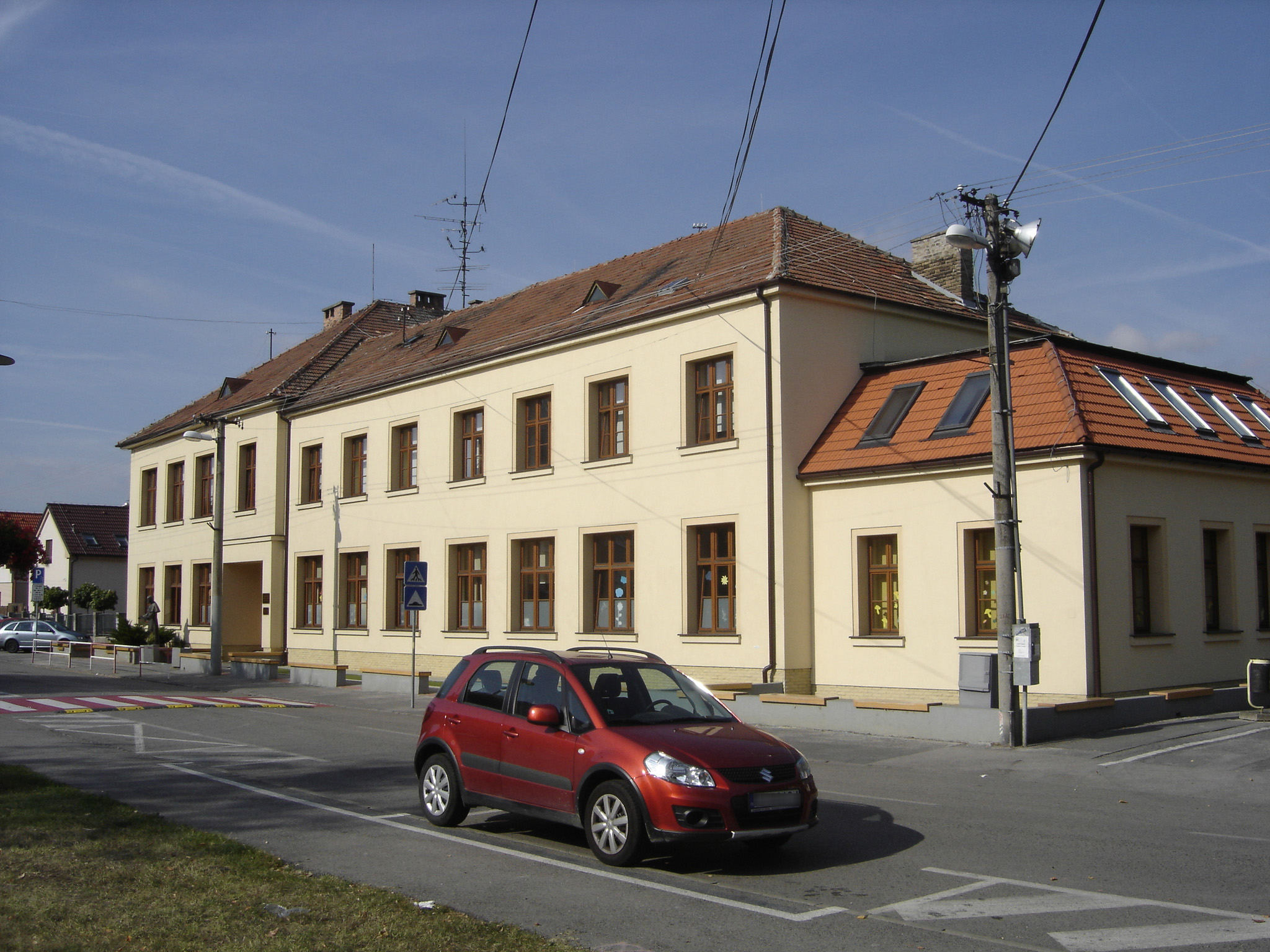
L'école primaire de Jean-Paul II
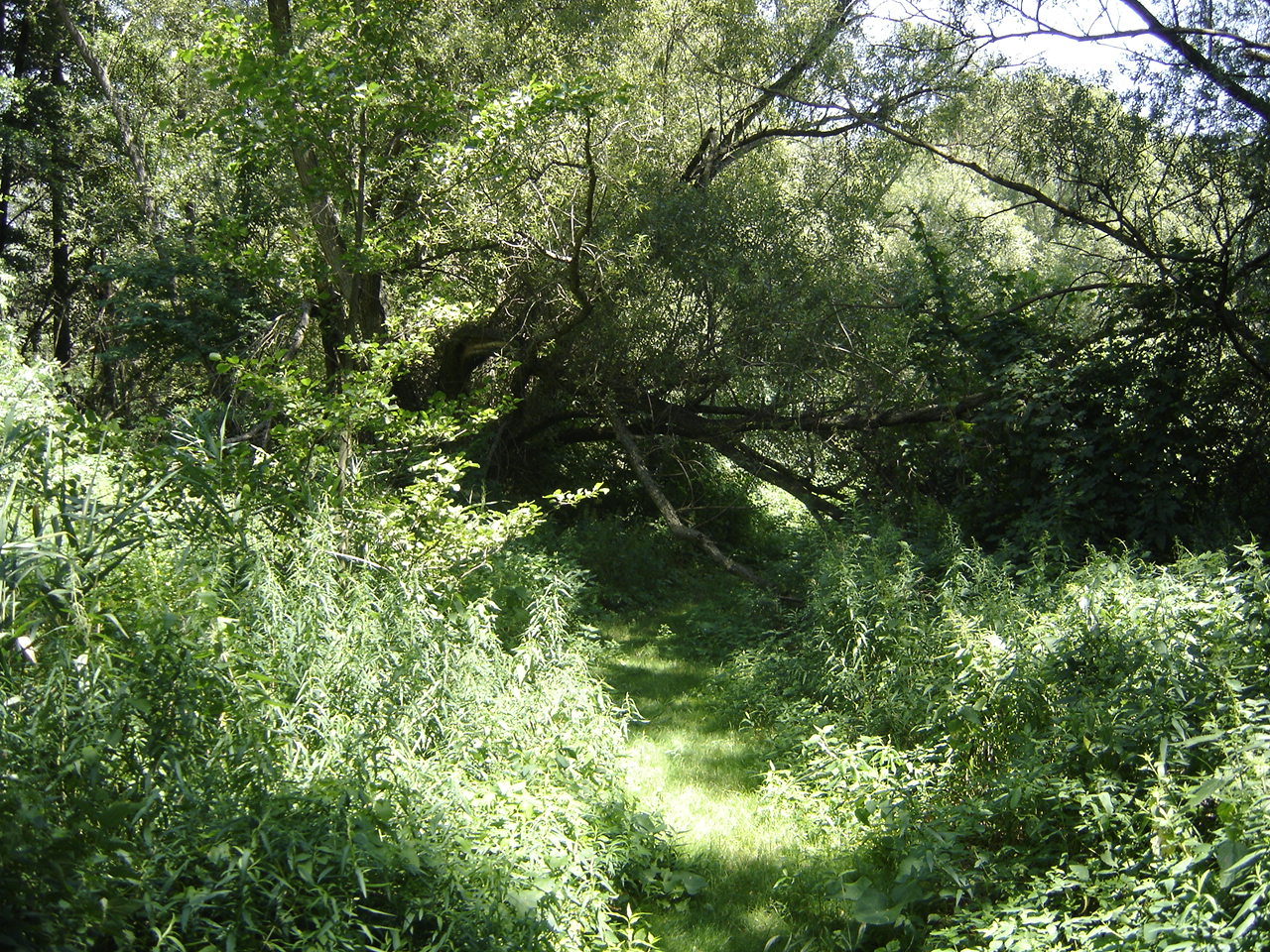
La réserve naturelle à proximité de Vajnory